# Пекинский переворот
Пекинский переворот (кит. трад. 北京政變, упр. 北京政变, пиньинь Bĕijīng Zhèngbiàn, палл. Бэйцзин чжэнбянь) — распространённое название государственного переворота 23 октября 1924 года, приведшего к свержению Фэн Юйсяном президента Цао Куня, руководителя милитаристской чжилийской клики. Сам Фэн Юйсян назвал переворот «столичной революцией» (кит. упр. 首都革命, пиньинь Shŏudū Gémìng, палл. Шоуду гэмин).

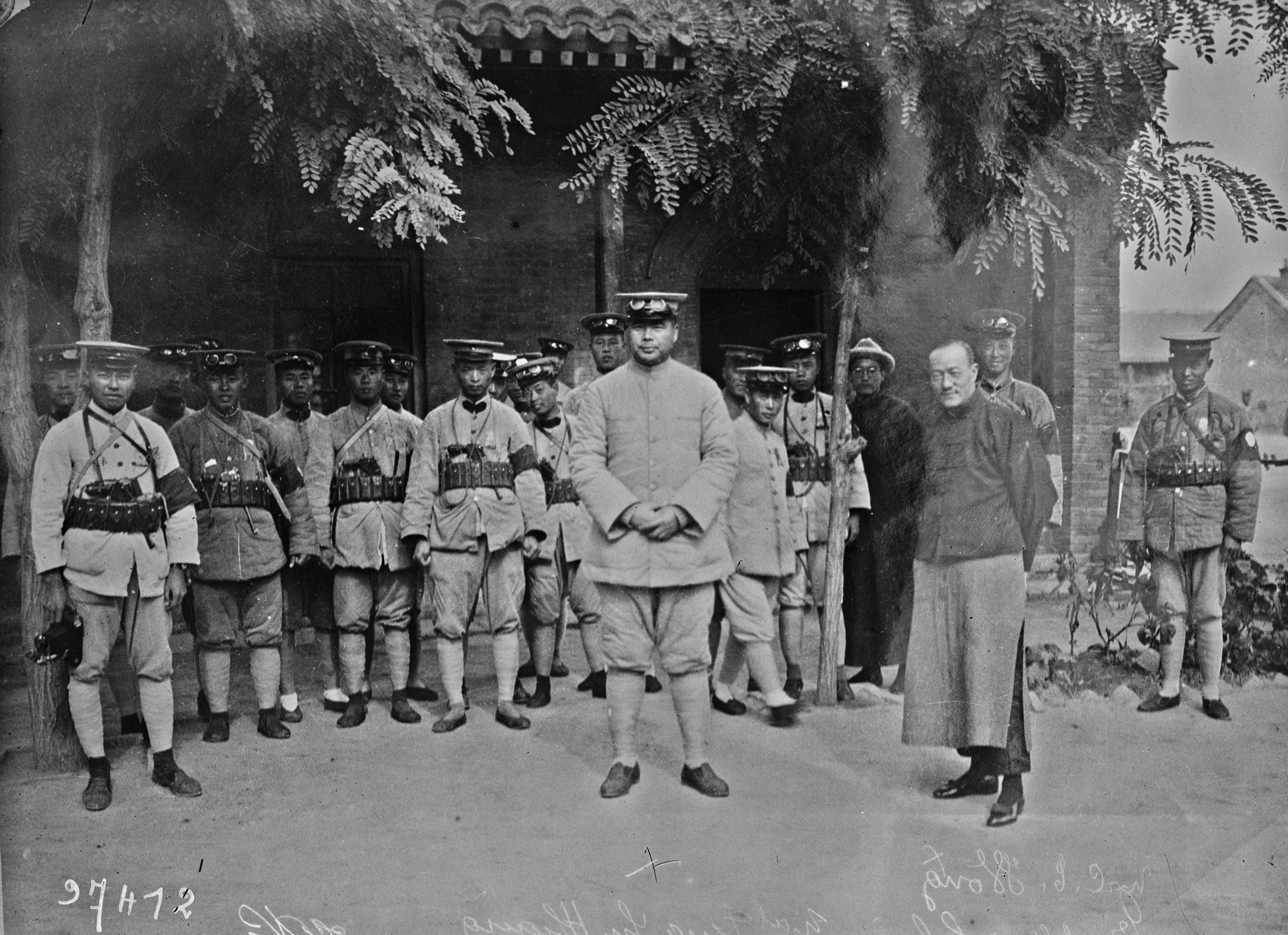
Фэн Юйсян (в центре) во время переворота

Переворот произошёл в ключевой момент Второй Чжили-Фэнтяньской войны и привёл к победе прояпонской фэнтяньской клики над ранее доминировавшей чжилийской кликой. За переворотом последовал кратковременный период либерализации при президенте Хуан Фу, однако уже 23 ноября его правительство было замещено консервативным прояпонским правительством Дуань Цижуя. Переворот оттолкнул многих либерально настроенных китайцев от пекинского правительства и привёл к волне протестов, названной Движением 30 мая.

## Предыстория
В 1923 году Цао Кунь, лидер доминировавшей чжилийской клики, занял пост президента путём подкупа Национального собрания. Желая получить престижную должность главы государства, он сместил президента Ли Юаньхуна и открыто предложил пять тысяч долларов каждому члену парламента, который выберет его на пост президента. Несмотря на массовое возмущение и встречную взятку, предложенную Чжан Цзолинем, Дуань Цижуем и Сунь Ятсеном не голосующим за него парламентариям, план удался. В Праздник Двух Десяток произошла инаугурация, включавшая присягу на только что изданной конституции. Получив пост президента, Цао не стал заниматься прямыми обязанностями и сосредоточился на борьбе с конкурирующими группировками милитаристов.
Один из его подчиненных, Фэн Юйсян, становился все более недоволен политикой Цао и У Пэйфу: его симпатии были на стороне находившегося в Гуанчжоу гоминьдановского правительства Сунь Ятсена. Кроме того, Япония предоставила ему через Чжан Цзолиня 1,5 миллиона иен для свержения правительства, так как чжилийская клика проводила жесткую антияпонскую политику. Осенью 1924 года началась Вторая Чжили-Фэнтяньская война. Под военным руководством У Пэйфу чжилийская клика рассчитывала разбить фэнтяньскую клику и затем покончить с немногими оставшимися на юге противниками.

## Ход событий
Ранним утром 23 октября отряды Фэн Юйсяна захватили ключевые правительственные и общественные здания, а также дороги, ведущие в Пекин. Цао Кунь был взят под домашний арест и лишен поста президента. Узнав о перевороте, шаньдунский военный лидер Чжан Цзунчан предложил фэнтянской клике свою помощь, что имело решающее значение для дальнейшего хода войны. Чжан Цзолинь полностью использовал переворот, перешел в наступление и выиграл ключевую битву под Тяньцзинем.
У Пэйфу и остатки чжилийских войск отступили в центральный Китай, где соединились с союзными войсками Сунь Чуаньфана. Весь север Китая был разделен между фэнтяньской кликой и Фэн Юйсяном, армия которого получила название Гоминьцзюнь («Националистическая армия»). Чжан Цзолинь взял под контроль богатый северо-восток, а Фэн Юйсян — бедный северо-запад.
После переворота Фэн поставил на пост президента Хуан Фу, который от его имени провел ряд реформ, включая выдворение бывшего императора Пу И из Запретного города и отмену Башни колокола и Башни барабана в качестве официальных часов. Однако Хуан Фу отказался гарантировать привилегии иностранцев, что вызвало недовольство Чжан Цзолиня. Фэн и Чжан согласились распустить дискредитировавшее себя Национальное собрание и создать временное правительство во главе с Дуань Цижуем.

## Последствия
Между Фэн Юйсяном, Чжан Цзолинем, Дуань Цичжуем и Сунь Ятсеном прошли переговоры по объединению страны, которые, однако, не принесли результата. В марте 1925 года Сунь Ятсен скончался.
Фэн и Чжан поссорились после того, как 22 ноября Го Сунлин предал Гоминьцзюнь: началась Анти-Фэнтяньская война. Шесть дней спустя Ли Дачжао возглавил движение «Первый объединенный фронт», направленный на свержение временного правительства Дуаня, однако вопреки первоначальным намерениям Фэн не поддержал его, предпочтя сконцентрировать силы на борьбе с Чжан Цзолинем, в результате чего движение потерпело поражение.
Пекинский переворот и поражение чжилийской клики дало Чан Кайши время для создания Национальной Революционной армии и создало условия для успеха Северного похода Гоминьдана. Если бы переворот не произошел, чжилийская клика покончила бы с Гоминьданом после разгрома фэнтяньской клики.
Фэн Юйсян был спасен благодаря союзу с Чан Кайши во время похода, однако потом разочаровался в его руководстве, восстал против Гоминьдана и был разгромлен в ходе Войны на центральных равнинах в 1930 году.

## В искусстве
Переворот упоминается в фильме Бернардо Бертолуччи «Последний император». В фильме содержится ошибочное утверждение, что президент не был посажен под домашний арест, а бежал из столицы.